# Siggerud
Siggerud es una localidad de la provincia de Akershus en la región de Østlandet, Noruega. A 1 de enero de 2017 tenía una población estimada de 1442 habitantes.
Se encuentra ubicada al sureste del país, cerca del lago Mjøsa y el río Glomma, y a poca distancia al norte de Oslo.